# Kadov (Boêmia do Sul)
Kadov é uma comuna checa localizada na região da Boêmia do Sul, distrito de Strakonice.